# Prix de littérature CiLi
Le prix de littérature CiLi, anciennement intitulé prix Alpha, est un prix littéraire suisse créé en 2011. 

## Conditions d'attribution
Il est attribué par la commission intercantonale de littérature (CiLi) des cantons de Berne et du Jura tous les deux ans — parallèlement au prix Renfer — à un livre paru dans les vingt-quatre mois précédant son attribution et ayant un lien avec l’arc jurassien franco-suisse. Il est remis au cours des Journées littéraires de Soleure.

## Liste des lauréats
- 2011 : Noëlle Revaz pour Efina, éditions Gallimard, 2009[2] ;
- 2013 : Isabel Ascencio pour Drama Queen, éditions Verticales, 2012[3] ;
- 2015 : non attribué[4]
- 2017 : Elisa Shua Dusapin pour Hiver à Sokcho, éditions Zoé, 2016[5] ;
- 2019 : Thomas Sandoz pour La Balade des perdus, éditions Grasset, 2018[6].